# 홍영기 (방송인)
홍영기(洪榮基, 1992년 7월 29일 ~ )는 대한민국의 방송인으로, 얼짱시대 로 데뷔하였다. 쇼핑 몰 츄앤츄 대표 이사 (CEO)이다. 방송인 이세용과 결혼 했으며 자녀는 아들 2명 이 있다. 첫째는 이재원이고 둘째는 이제트이다.

## 학력
- 구운중학교 (전학)
- 동수원중학교 (졸업)
- 삼일공업고등학교 (졸업)
- 서울종합예술학교 방송연예과 (재학)

## 출연

### 방송
- 얼짱시대 시즌 1,2,3,6 (코미디TV)
- 생방송 연예 INSIDE (Y-STAR)
- 스타골든벨 (KBS2)
- 놀라운 대회 스타킹 (SBS)
- 아이돌 군단의 떴다! 그녀 (MBC 에브리원)
- 켠김에 왕까지 (온게임넷)
- 얼짱TV 시즌 1,2 (코미디TV)
- 왓따! 풍선 껌 크게 불기 챔피언 쉽 시즌 3 (온게임넷)

### 드라마
- 프린세스 메이커 (Shortmax)